# Lucy Glanville
Lucy Glanville (* 16. Oktober 1994 in Sydney) ist eine australische Skilangläuferin und ehemalige Biathletin.

## Karriere

### Skilanglauf
Lucy Glanville begann 2004 mit dem Langlauf und betrieb noch andere Sportarten wie Turnen und Fußball, bis sie sich seit 2007 vorrangig dem Skilanglauf widmete und für die nächsten Jahre die beste Nachwuchsläuferin Australiens war.
Die ersten internationalen Rennen bestritt Glanville seit 2009, vor allem im Skilanglauf-Australia/New-Zealand-Cup. In fast zehn Rennen erreichte sie dabei Podiumsresultate, ohne jedoch ein Rennen zu gewinnen. Bei den Australischen Meisterschaften 2011 gewann sie im Freistil-Sprint und über 5 Kilometer Klassisch die Juniorinnen-Titel, zudem wurde sie im Sprint Vizemeisterin bei den Frauen und Dritte über 5 Kilometer. Höhepunkt im Skilanglauf wurden die Olympischen Jugend-Winterspiele 2012 in Innsbruck, wo sie im Freistil-Sprint 31. und über 5 Kilometer Klassisch 34. wurde. Im Sommer 2013 bestritt Glanville ihre letzten Skilanglaufbewerbe. Überraschend gab sie dann im April 2021 in Canberra auf Skirollern ein kleines Comeback, über 5 Kilometer Freistil belegte sie Rang fünf.

### Biathlon
Seit 2010 bestreitet Glanville auch Rennen im Biathlonsport. Ihre ersten Rennen bestritt sie im Rahmen der Juniorenweltmeisterschaften 2010 in Torsby, wo sie die Plätze 69 im Einzel, 60 im Sprint und 55 im Verfolgungsrennen belegte. Ein Jahr später wurde sie in Nové Město na Moravě 51. des Einzels, erneut 60. und damit Letzte Qualifikantin für das Verfolgungsrennen im Sprint und im Verfolger 58. Kurz darauf nahm sie an den Juniorenrennen der Offenen Europameisterschaften 2011 in Ridnaun teil und belegte im Einzel den 43. sowie im Sprint den 52. Platz und wurde im Verfolgungsrennen überrundet. Im weiteren Jahresverlauf ging Glanville auch bei den Juniorenrennen der Sommerbiathlon-Weltmeisterschaften 2011 in Nové Město an den Start und kam auf den 48. Platz im Sprintrennen und wurde im Verfolger erneut überrundet. 2012 wurden die Offenen Europameisterschaften in Osrblie das erste Großereignis, bei denen die Australierin 41. des Junioren-Einzels wurde. Kurz darauf folgten die Junioren-Weltmeisterschaften 2012 in Kontiolahti. In Finnland wurde Glanville 52. des Einzels und 73. des Sprints.
2011 bestritt Glanville in Osrblie ihre ersten Rennen bei den Frauen im IBU-Cup, wo sie in ihrem ersten Einzel als 37. sogleich Punkte gewann. Wenig später erreichte sie mit einem elften Rang bei einem Sprint in Bansko ihre bislang beste Platzierung in der Rennserie. Erstes Großereignis bei den Frauen wurden die Weltmeisterschaften 2012 in Ruhpolding. Dort kam sie in zwei Rennen zum Einsatz, bei denen sie 108. des Einzels und 112. des Sprints wurde. Auch ein Jahr später war die Australierin bei den Welttitelkämpfen dabei, verfehlte die Top-100 allerdings erneut. Trotz, dass Glanville in ihrer Karriere kein einziges Rennen im regulären Weltcup bestritt, durfte sie 2014 im Alter von 19 Jahren bei den Olympischen Winterspielen in Sotschi starten. Sie war damit die erste australische Biathletin seit 1998 bei Olympia. Bei den Rennen in Russland belegte sie den 82. Rang im Einzel und den 78. Platz im 7,5 km Sprintrennen.
Nach den Sommerbiathlon-Weltmeisterschaften desselben Jahres beendete Lucy Glanville ihre aktive Biathlonkarriere.

## Statistiken

### Weltcupplatzierungen
Die Tabelle zeigt alle Platzierungen (je nach Austragungsjahr einschließlich Olympische Spiele und Weltmeisterschaften).
- 1.–3. Platz: Anzahl der Podiumsplatzierungen
- Top 10: Anzahl der Platzierungen unter den ersten zehn (einschließlich Podium)
- Punkteränge: Anzahl der Platzierungen innerhalb der Punkteränge (einschließlich Podium und Top 10)
- Starts: Anzahl gelaufener Rennen in der jeweiligen Disziplin

| Platzierung         | Einzel | Sprint | Verfolgung | Massenstart | Staffel | Gesamt |
| ------------------- | ------ | ------ | ---------- | ----------- | ------- | ------ |
| 1. Platz            |        |        |            |             |         |        |
| 2. Platz            |        |        |            |             |         |        |
| 3. Platz            |        |        |            |             |         |        |
| Top 10              |        |        |            |             |         |        |
| Punkteränge         |        |        |            |             |         |        |
| Starts              | 2      | 2      |            |             |         | 4      |
| Stand: Karriereende |        |        |            |             |         |        |

### Olympische Winterspiele
Ergebnisse bei Olympischen Winterspielen:
|                                         | Einzelwettbewerbe | Einzelwettbewerbe | Einzelwettbewerbe | Einzelwettbewerbe | Staffelwettbewerbe | Staffelwettbewerbe |
| Einzel                                  | Sprint            | Verfolgung        | Massenstart       | Damenstaffel      | Mixedstaffel       |                    |
| --------------------------------------- | ----------------- | ----------------- | ----------------- | ----------------- | ------------------ | ------------------ |
| Olympische Winterspiele 2014 \| Sotschi | 76.               | 81.               | –                 | –                 | –                  | –                  |

### Biathlon-Weltmeisterschaften
Ergebnisse bei den Weltmeisterschaften:
| Weltmeisterschaften | Weltmeisterschaften | Einzelwettbewerbe | Einzelwettbewerbe | Einzelwettbewerbe | Einzelwettbewerbe | Staffelwettbewerbe | Staffelwettbewerbe |
| Jahr                | Ort                 | Einzel            | Sprint            | Verfolgung        | Massenstart       | Damenstaffel       | Mixedstaffel       |
| ------------------- | ------------------- | ----------------- | ----------------- | ----------------- | ----------------- | ------------------ | ------------------ |
| 2012                | Ruhpolding          | 108.              | 112.              | –                 | –                 | –                  | –                  |
| 2013                | Nové Město          | 106.              | 110.              | –                 | –                 | –                  | –                  |

### Juniorenweltmeisterschaften
Ergebnisse bei den Juniorenweltmeisterschaften:
| Weltmeisterschaften | Weltmeisterschaften | Einzel | Sprint | Verfolgung | Staffel |
| Jahr                | Ort                 | Einzel | Sprint | Verfolgung | Staffel |
| ------------------- | ------------------- | ------ | ------ | ---------- | ------- |
| 2010                | Torsby              | 69.    | 60.    | 55.        | –       |
| 2011                | Nové Město          | 51.    | 60.    | 58.        | –       |
| 2012                | Kontiolahti         | 52.    | 73.    | –          | –       |
| 2013                | Obertilliach        | 62.    | 59.    | 54.        | –       |